# Сапутници (роман)
Сапутници (енгл. Fellow travelers) је љубавни историјски роман америчког књижевника Томаса Малона, објављен 2007. године за Пантеон.

## Радња
Радња књиге почиње педесетих године у Вашингтону, и за инспирацију има политичке догађаје око репресије педестих, страха од претње комунизма и прогон хомосексуалаца током Макартизма. Роман прати љубавну аферу између два мушкарца младог католика Тимотија Лахлина, који жели да се прикључи борби против комунизма, и утицајног службеника Стејт департмента Хокинса Фулера.
Роман је био номинован за књижевну награду Ламбда за најбољи геј роман 2007. године, а по књизи је рађена и опера која је изведена 2016. године у Синсинатију. Сапутници су екранизовани  као истоимена мини серија 2023. године, са Метом Бомером и Џонатаном Бејлијем у главним улогама. Прва епизода серије приказана је 29. октобра 2023. на Шоутајму.